# フラクチャー
『フラクチャー』（FRACTURE）は、2008年10月30日にアクティビジョンから発売されたPS3用、Xbox 360用サードパーソン・シューティングゲーム 。
オンライン対戦にも力を入れており、新世代機ならではの表現力を生かし、地形をも変形させる未来兵器や、様々なマップで最大12人で対戦が可能となっている。

## 概要
舞台は2161年頃のサンフランシスコのベイエリア。ゴールデンゲートブリッジの下では米国東部の各州と欧州の複数の国が参加する同盟軍と、米国西部の各州とアジアの複数の国が参加する同盟軍が激しい戦いを繰り返しており、遺伝子操作をされた兵士が登場する等、近未来のアメリカを二分する戦闘が表現されている。